# Course à l'espace des milliardaires

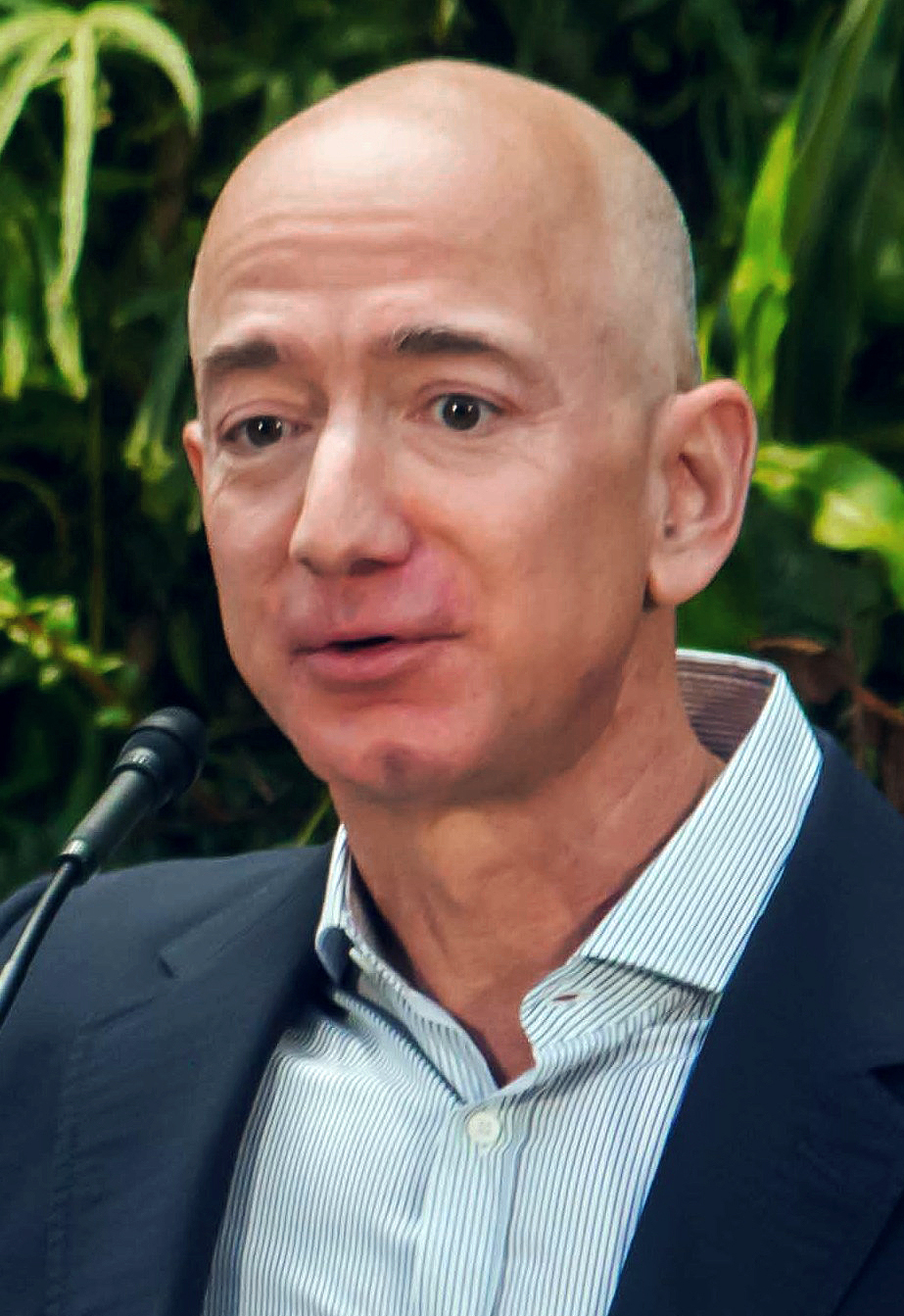
Jeff Bezos.

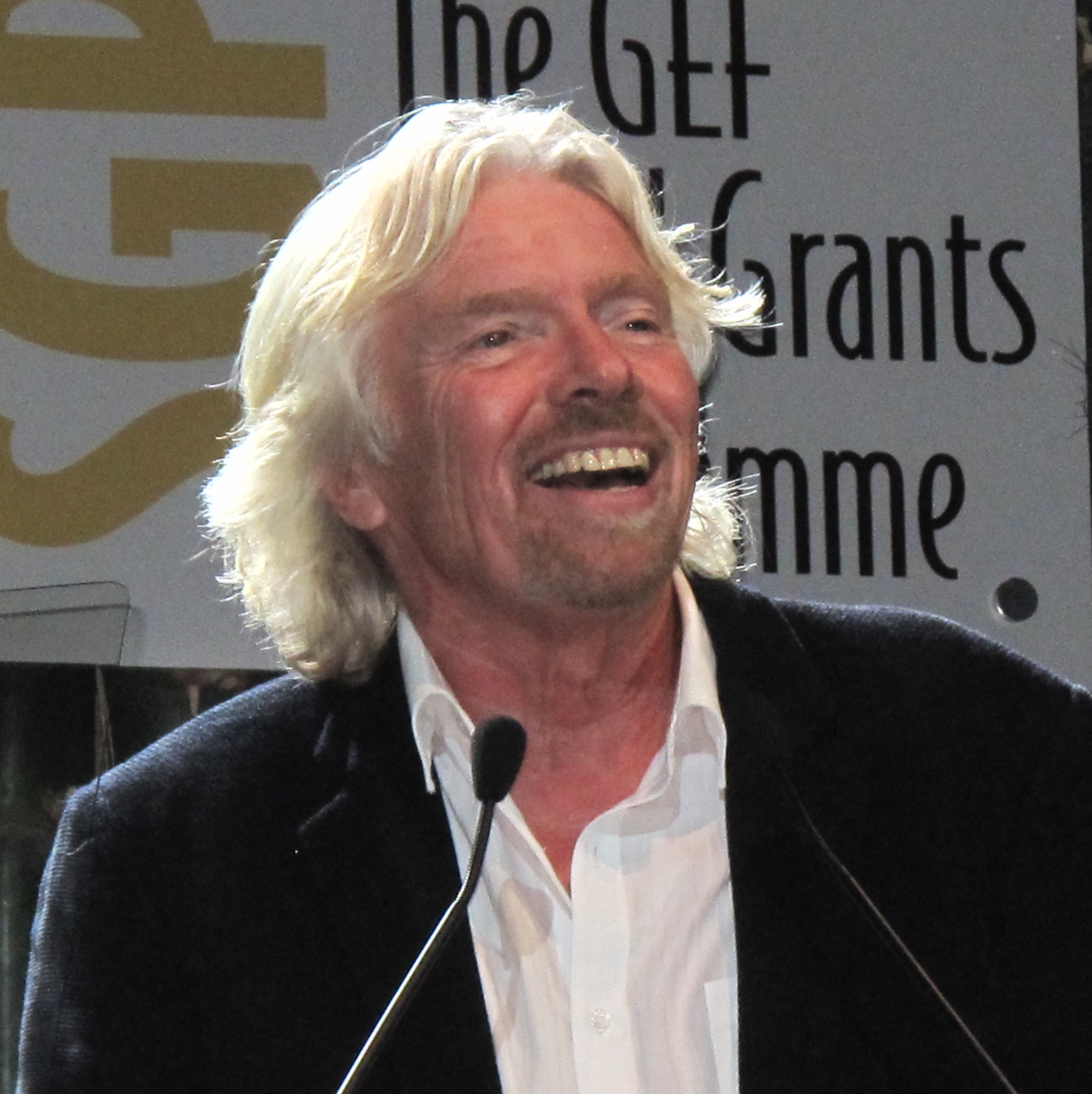
Richard Branson.

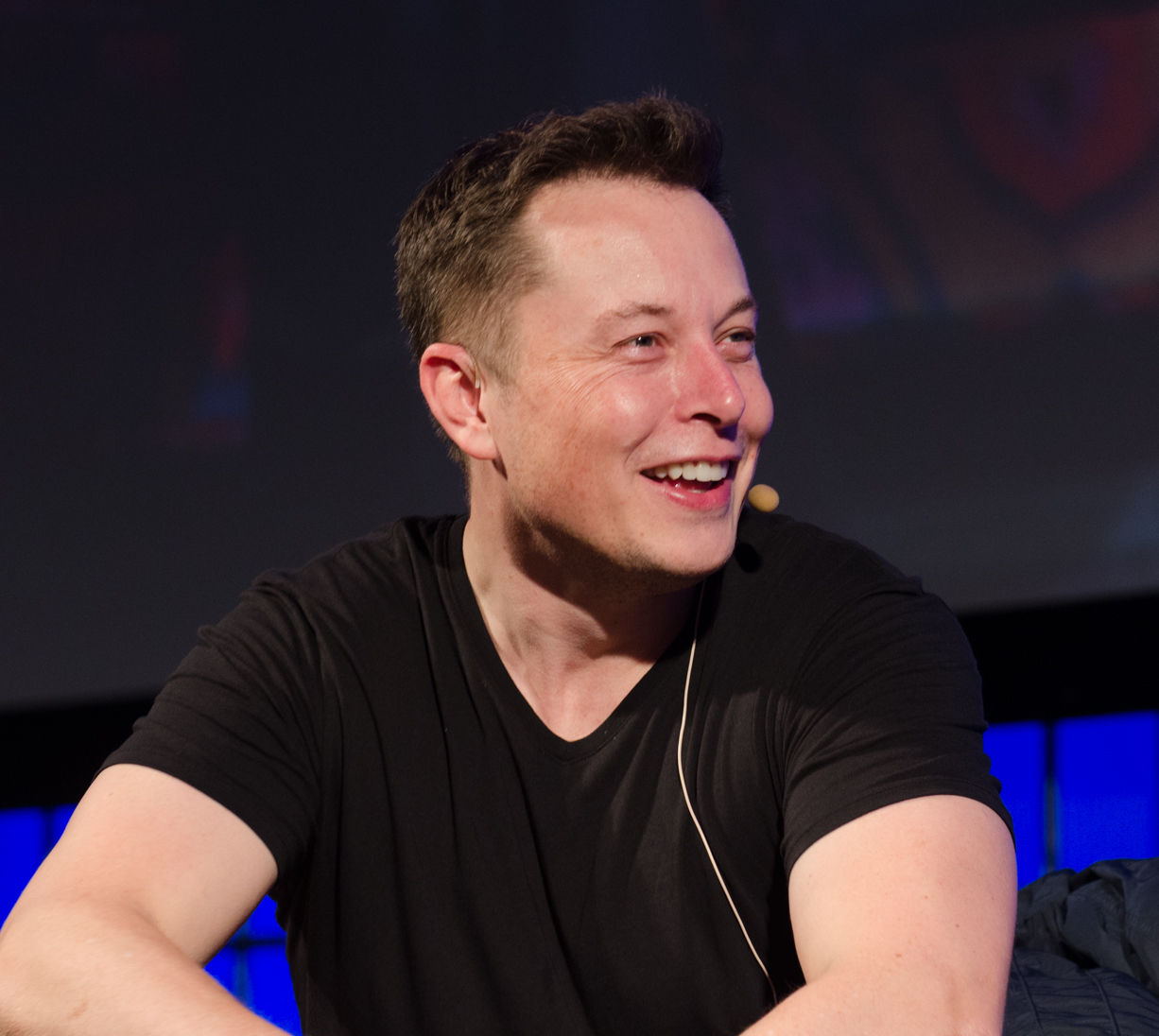
Elon Musk.

La course à l'espace des milliardaires,, est la rivalité entre les entrepreneurs qui sont entrés dans l’industrie spatiale à partir d'autres industries – en particulier l'informatique,. Cette course spatiale de l'industrie privée du XXIe siècle implique l'envoi de fusées dans l’ionosphère (mésosphère et thermosphère), la construction de fusées de lancement orbitales, ainsi que des vols spatiaux touristiques suborbitaux.
Parmi les milliardaires impliqués figurent :
- Jeff Bezos, fondateur de Blue Origin voulant établir une véritable base industrielle dans l'espace[3],[1].
- Richard Branson, fondateur de Virgin Galactic et de Virgin Orbit, développe le tourisme spatial, les petits lanceurs orbitaux à bas prix et les vols spatiaux sous-orbitaux intercontinentaux[3],[1].
- Elon Musk, fondateur de SpaceX, qui a un projet de colonisation de Mars[3].

Parmi ceux qui ont été impliqués, on compte :
- Paul Allen[2], fondateur de Vulcan Aerospace en vue de réduire le coût de lancement des charges utiles en orbite[3],[6]. Allen est décédé en 2018[7],[8].

## Contexte
Les bases de la course à l'espace milliardaire et des vols spatiaux privés ont sans doute été posées par Peter Diamandis, un entrepreneur américain. Dans les années 1980, il fonde une société spatiale étudiante américaine, les Students for the Exploration and Development of Space (SEDS). Plus tard, Jeff Bezos deviens président du SEDS. Dans les années 1990, Diamandis, déçu de l'état du développement spatial, décide de donner une impulsion pour dynamiser le marché du tourisme spatial en créant un prix, le X Prize. Ce prix amène Paul Allen à s'impliquer dans la compétition, créant la plate-forme Scaled Composites Tier One de SpaceShipOne et White Knight One, qui a remporté le Ansari X-Prize dans les années 2000. La technologie du gagnant a ensuite été licenciée par le groupe Virgin de Richard Branson comme base pour fonder Virgin Galactic. Les technologies de base de Tier One constituent également la base de Stratolaunch Systems (anciennement de Vulcan Aerospace),. La course à l'espace des milliardaires montre que leurs objectifs vont au-delà de la simple exécution de contrats gouvernementaux, avec leur propre dorure de l’ère spatiale, pour étendre leurs capacités et leur aura. Elon Musk a exprimé son enthousiasme pour cette nouvelle course spatiale.
Le 11 juillet 2021, Richard Branson, avec Virgin Galactic, réussit un vol vers l'espace (uniquement selon la définition américaine, le vol n'atteignant pas la ligne de Kármán, comme le fera remarquer son rival, Jeff Bezos).
Le 20 juillet 2021, Jeff Bezos, avec Blue Origin, réussit également un vol spatial.
En décembre 2021, une plateforme d'information technologique britannique, TechRound, a publié sa liste des 10 meilleurs entrepreneurs spatiaux au monde. Les résultats d'un sondage auprès des lecteurs ont révélé que Richard Branson avait battu ses deux rivaux les plus proches, Elon Musk et Jeff Bezos, respectivement aux deuxième et troisième places. Les autres entrepreneurs spatiaux Chris Newlands (4e) et Susmita Mohanty (en) (5e) constituaient les deux suivants.

## Rivalités

### SpaceX contre Blue Origin
SpaceX et Blue Origin ont une longue histoire de conflits,. Blue Origin et SpaceX se sont affrontés à l’aide de communiqués de presse, mettant en compétitions leurs différentes annonces et leurs évènements,.
SpaceX et Blue Origin se sont battus pour le droit d’utiliser la plate-forme de lancement de fusée LC-39A, qui a été utilisée pour lancer les missions lunaires Apollo. SpaceX a remporté le bail en 2013, mais Blue Origin a intenté une action en justice pour tenter de le récupérer. Il est actuellement utilisé par SpaceX, tandis que Blue Origin loue le SLC-36 (en) à la place.
SpaceX a intenté une action en justice contre Blue Origin pour invalider son brevet sur l'atterrissage de fusées sur des navires en mer. SpaceX remporte ce combat judiciaire en 2014, année à partir de laquelle l’entreprise tente de faire atterrir des fusées en mer, réussissant finalement en 2016, lors de la mission CRS-8, avant même que Blue Origin ne construise une plate-forme maritime sur laquelle faire atterrir des fusées.
SpaceX et Blue Origin se sont lancés dans une bataille sur Twitter à propos de la signification d'une fusée utilisée, d'une fusée qui a atterri, et d'une fusée spatiale, fin 2015, lorsque la New Shepard a atterri avec succès, après un vol suborbital dans l'espace. SpaceX avait déjà lancé et fait atterrir plusieurs fois sa fusée prototype Grasshopper (en) sans atteindre l'espace. Puis, SpaceX fait atterrir un premier étage de Falcon 9, qui avait été utilisé pour lancer un satellite en orbite, provoquant d'autres batailles sur Twitter début 2016, comme Bezos tweetant « bienvenue au club »,.
Fin 2016, Blue Origin annonce la New Glenn, en concurrence directe avec le Falcon Heavy de SpaceX, proposant une fusée plus grande, mais avec une charge utile réduite.
Lors du Congrès international d'astronautique de 2016 à Guadalajara, au Mexique, le président de Blue Origin, Rob Meyerson, expose la vision de Bezos précédemment décrite dans l'annonce de la New Glenn. La Blue Origin New Armstrong aurait un usage similaire au système de transport interplanétaire de SpaceX qu'Elon Musk a dévoilé lors de la même conférence.
En avril 2021, SpaceX a battu Blue Origin pour un contrat de 2,9 milliards de dollars pour construire l’atterrisseur lunaire du programme Artemis de la NASA.

### Blue Origin contre Virgin Galactic
Blue Origin et Virgin Galactic sont sur le même marché, le tourisme spatial suborbital, avec la New Shepard pour Blue Origin, et le SpaceShipTwo pour Virgin Galactic. Ils sont dans une course pour être les premiers à lancer des clients privés et payant sur de courts vols spatiaux, avec des solutions technologiques rivales : des capsules spatiales pour Blue Origin, et des avions spatiaux pour Virgin galactic,,.

## Anciennes rivalités

### Stratolaunch contre Virgin Orbit
Les rivalités de Stratolaunch ne font plus partie de la course à l'espace des milliardaires, depuis 2019, ayant été suspendue au moment de la mort de Paul Allen,. La société Stratolaunch a depuis poursuivi ses activités avec un nouveau propriétaire, mais ne se concentre plus sur les lancements spatiaux orbitaux.
Stratolaunch Systems, filiale de Vulcan Aerospace, prévoyait de tirer des fusées de lancement de satellites depuis un avion, de la même manière que ce qui était voulu par Virgin Orbit avec ses LauncherOne. Alors que LauncherOne a été développé et que des avions de lancement ont été achetés (autrefois le White Knight Two, maintenant le Boeing 747 Cosmic Girl (en)), le Scaled Composites « Roc » Model 351 est toujours en cours de développement (en 2022) et la fusée devant y être tirée n'a pas encore été sélectionnée. Après la mort de Paul Allen en 2018, Stratolaunch a été vendue et n'est plus une entreprise de milliardaire.